# 富久山町久保田
富久山町久保田（ふくやままち　くぼた）は、福島県郡山市の大字である。郵便番号は963-8071。

## 地理
郡山市中部の富久山地区に属する。北で富久山町福原、東で阿久津町、南で横塚、向河原町、大名艮、大町、若葉町、南西で桜木、西で富田町、北西で富田東、八山田、富久山町八山田とそれぞれ隣接する。また域内南端部のJR磐越西線鉄道敷内に旧来の字である川喜田が、南西端の逢瀬川河川敷内に川原が存在する。概ね町村制施行以前の安積郡久保田村の流れを汲む地域である。一級水系阿武隈川左岸、支流の逢瀬川左岸、愛宕川右岸域を主な範囲とする。郡山市街地の北側に隣接する地区として住宅地として発展し、現在でも南西部では伊賀河原地区土地区画整理事業により宅地化が行われている。北東部はかつて郡山市地方卸売市場が立地しており、市南部へ移転し跡地が再開発された後も周辺には食品工場や倉庫が多く立ち並ぶ。富久山町福原に所在する郡山北警察署富久山交番、及び富久山町八山田に所在する郡山消防署富久山分署がそれぞれ管轄にあたる。

### 主な字
字
- 久保田
- 山王舘
- 金堀田
- 上野
- 水口
- 大久保
- 麓山

- 水神山
- 三御堂
- 桝形
- 愛宕
- 池下
- 大原
- 恩田

- 本木
- 岡ノ城
- 我妻
- 太郎殿前
- 宮田
- 南田
- 乙高

- 古町
- 下河原
- 前田
- 古坦
- 中台
- 深田
- 石鼻

- 郷花
- 伊賀河原
- 梅田
- 石堂
- 田池
- 北谷

### 河川・湖沼
一級水系阿武隈川水系
- 阿武隈川
  - 逢瀬川
  - 愛宕川
    - 善宝池

## 歴史
- 1879年1月27日 - 旧二本松藩領久保田村が福島県内における郡区町村制の施行により安積郡の村となる。
- 1889年4月1日 - 町村制の施行により久保田村が福原村、八山田村と合併し安積郡富久山村が発足する。旧久保田村域は富久山村の大字となる。
- 1937年4月1日 - 富久山村が町制施行し富久山町となる。
- 1965年5月1日 - 富久山町が郡山市、安積郡全町村および田村郡田村町と合併し新たな郡山市が設立され、郡山市の大字となる。

## 世帯数と人口
2024年1月1日現在の世帯数と人口は以下の通りである。
| 大字           | 世帯数    | 人口     |
| -------------- | --------- | -------- |
| 富久山町久保田 | 7,471世帯 | 14,689人 |

## 小・中学校の学区
市立小・中学校に通う場合、学区は以下の通りとなる。
| 番地 | 小学校             | 中学校                 |
| --- | ------------------ | ---------------------- |
| 乙高、大久保、伊賀河原、田池の一部、 三御堂の一部、梅田の一部、石堂の一部                                                       | 郡山市立赤木小学校 | 郡山市立郡山第五中学校 |
| 麓山、枡形、金堀田の一部、上野の一部、 水口の一部、水神山の一部、三御堂の一部、 愛宕の一部、大原の一部、石堂の一部、 田池の一部 | 郡山市立行徳小学校 | 郡山市立行健中学校     |
| 上記を除く全域 | 郡山市立行健小学校 | 郡山市立行健中学校     |

## 交通

### 鉄道
JR東日本
- 東北新幹線
- 東北本線
- 磐越西線
- 磐越東線
  - 日本オイルターミナル郡山営業所専用線

### 道路
- 国道288号（旧国道4号・三春街道）
- 福島県道57号郡山大越線（東部幹線）
  - 逢瀬川橋
  - 阿久津橋
- 福島県道296号荒井郡山線（東部幹線・旧国道4号）
  - 逢瀬橋
- 福島県道355号須賀川二本松線（旧々国道4号（奥州街道））
  - 安積橋
- 一級市道36号伊賀河原西柳作線（郡山インター線）
- 一級市道52号日出山久保田線（東部幹線）
  - 富久山陸橋

## 施設等
- 国土交通省東北地方整備局 郡山国道事務所 郡山国道維持出張所
- 国土交通省東北地王整備局 郡山河川防災センター
- 郡山市立行健小学校
- 郡山市立行徳小学校
- 郡山理容学校
- 郡山市富久山公民館 久保田別館
- 郡山市行徳地域公民館
- 郡山市富久山総合学習センター 別館
- 郡山市立中学校給食センター
- 郡山市食肉衛生検査所
- 久保田郵便局
- 福島銀行 富久山支店
- 大東銀行 富久山支店
- ヨークベニマル 富久山店
- カワチ薬品 富久山店
- 薬王堂 郡山富久山店
- ツルハドラッグ 富久山店
- ツルハドラッグ 郡山久保田店
- コメリ ハード＆グリーン富久山店
- コナカ 郡山富久山店
- 福島トヨタ自動車 郡山富久山店
- 福島日産自動車 郡山富久山店
- Fukushima BMW 郡山店
- ヒュンダイ福島
- ヨークベニマル第1・第2ファクトリー
- 日本オイルターミナル 郡山営業所
- 日東紡テクノ
- 郡山食品工業団地
  - 柏屋 本社工場
  - 三万石 第二工場
- 阿弥陀寺
- 日吉神社
- 三峯神社
- 善宝池公園